# Stúdióalbum
A stúdióalbum zeneipari fogalom: olyan felvétel, amin egy adott előadó új számai találhatóak. A felvétel minőségének biztosítása érdekében a profi előadók körében szinte mindig hangstúdió(k)ban veszik fel az anyagot (innen a név), az eljárásban segédkező producerekkel.
Egy előadó munkásságának gerincét részben az új dalok megírása és ezek stúdióalbumokon (LP, EP, single) való kiadása, részben a dalok élő előadása alkotja. Az élő felvételek sokszor koncertalbumokon (angolból való tükörfordításban  „élő albumokon”) is napvilágot látnak, ezek nem számítanak stúdióalbumnak (bár természetesen ezek is, szinte mindig, átmennek hangstúdióbeli munkálatokon). Ezen kívül időnként megjelennek válogatásalbumok is, melyek bizonyos szempontok szerint válogatnak a stúdióalbumok és más albumok anyagából. Végül léteznek egyéb féle kiadványok is, pl. remixalbumok, általában több előadó által készített tribute és soundtrack albumok stb. Mindez utóbbiaknak a stúdióalbumok közé sorolhatósága bizonytalan.